# 武田勝弘
武田 勝弘（たけだ かつひろ、1939年11月17日 - 2012年4月6日）は、元NHKアナウンサー。

## 人物
東京都出身。上智大学文学部卒業後、1963年入局。アナウンサーとして各地方勤務から、アナウンス室副部長、NHKスペシャル番組部チーフプロデューサー(兼)・福岡放送局放送部副部長、アナウンス室次長、1991年編成局アナウンス室長。
退職後は船橋市でコーラスグループ”かたくりの会を主催した。